# Ca’ da Mosto

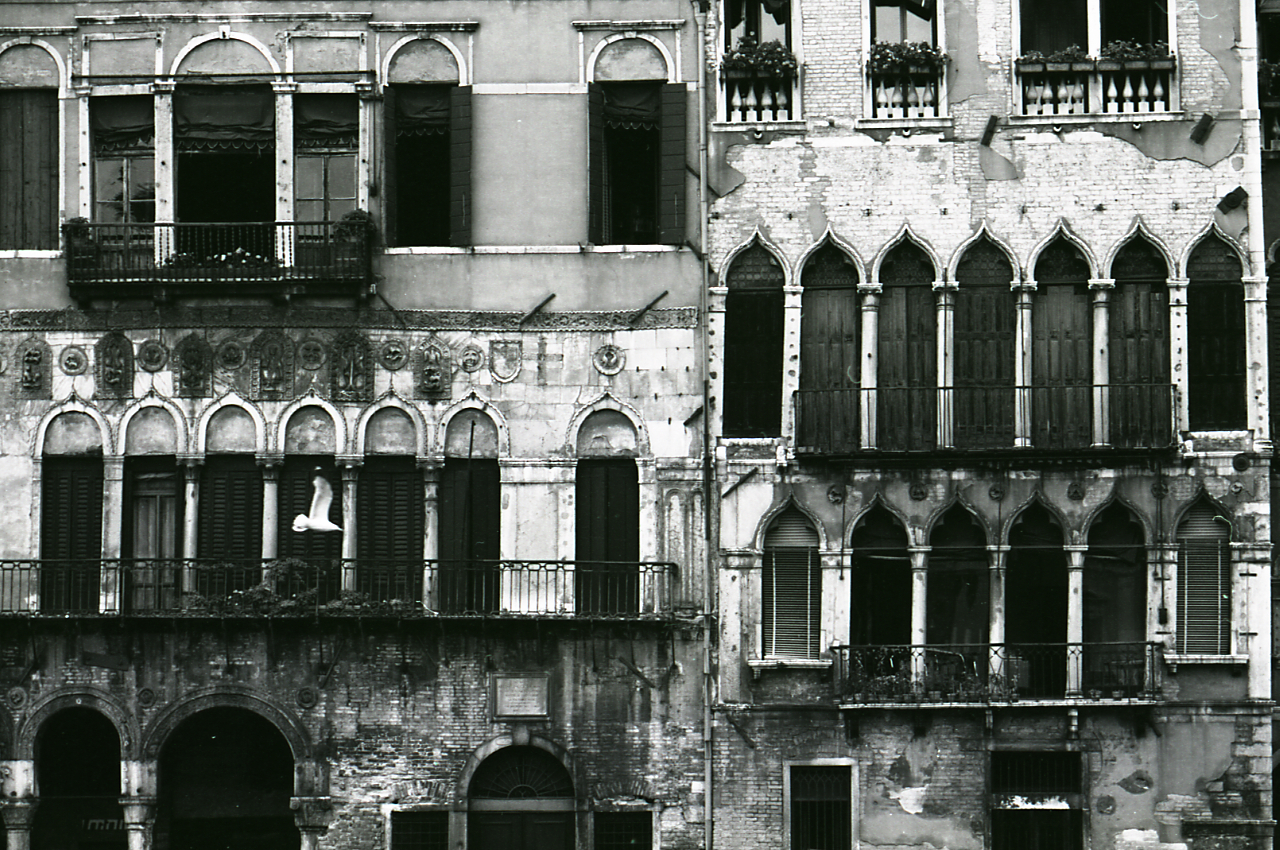
A Paolo Monti által 1969-ben fényképezett homlokzat

A Ca’ da Mosto Velence egyik legrégebbi, leghíresebb palotája, a Cannaregio negyedben, nem messze a Rialto hídjától. Canal Grandéra néző, többször átalakított és megemelt, érdekes homlokzata részben a velencei–bizánci építészet stílusjegyeit viseli magán.

## Története
Az épület a 13. században már állt, a Barozzi család tulajdonában volt. Néhányan azonban még ősibb elemeket találnak benne, különösen a vízparti portegóban. 1266-ban a Barozzi családtól a Da Mosto családhoz került, és Marco da Mosto vásárolta meg.
Ebben a palotában született és halt meg a híres felfedező, Alvise Cadamosto, aki 1454 és 1462 között Portugália Tengerész Henrik ragadványnevű királyának szolgálatában állt. A 16. és a 18. század között szállodaként működött: a Leon Bianco (Fehér Oroszlán) névhez címezve, 1661-ben alapították, és számos jeles személyiségnek nyújtott szállást, így II. József kétszer is megszállt itt, és Oroszország koronahercege is vendége volt. Az újabb igények miatt két emeletet húztak rá, majd egy felújítás után ismét szálloda lett.

## Leírása
A Ca’ da Mosto a velencei kereskedőház és általában a velencei–bizánci építészet egyik legjellegzetesebb példája, amely a velencei-lagúna fővárosában a keleti stílus hatására alakult ki: értékeit John Ruskin is megcsodálta, aki ezt az épületet a tizenharmadik század egyik legerőteljesebb velencei palotájának minősítette.
A homlokzat kezdetben csak kétszintes volt, és torresellének nevezett tornyocskák szegélyezték: ezeket lebontották, amikor az épületet további két emelettel bővítették. Számos jellegzetes elemét őrzi a velencei raktárháznak: a portego, amely a szárazföldi portált egy vízi portállal összeköti, a curia, amelyet a hajókról áruk kirakodására használtak, s amelyet egy egyszerű vízi kapu szegélyez, és három egymás utáni, szabálytalan boltív jellemzi, és a többnyílású ablakos loggia a főemeleten. Ezt a loggiát, amely eredetileg nyolc hosszúkás boltívből állt, hajlított extradosszal (boltháttal) – a gótikus művészet hatásának a jele –, az egyik nyílás bezárásával heptaforává, hét nyílásúvá változtatták: tetején érdekes bizánci márványdíszítések találhatók, például zoomorf paterák, domborművek és frízek. Oldalán – mindkét oldalon egy-egy – két egynyílású ablak látható; az összes oszlopfőt a bizánci stílus ihlette. Ezt a kialakítást később az emeletráépítéssel módosították: a második emeletet egyszerű serliana jellemzi, amelyet egyetlen nyílású ablakok szegélyeznek, a díszítőprofil alatt nincs különösebb dombormű.
A sokkal egyszerűbb karakterű hátsó homlokzat egy kis udvarra néz: központi háromvilágítós ablakkal, külső lépcsővel és hatalmas boltíves szárazföldi kapuval.

## Bibliográfia
- Brusegan, Marcello. I Palazzi di Venezia. Roma: Newton & Compton (2007). ISBN 978-88-541-0820-2
- Guida d'Italia – Venezia. 3ª ed. Milánó, Touring Editore, 2007 ISBN 978-88-365-4347-2
- Elsa és Wanda Eleodori. Il Canal Grande. Palazzi e Famiglie. Velence, Corbo e Fiore, 2007 ISBN 88-7086-057-4
- A.V. Sullam, D. Calimani. Canal Grande. Milánó, Mondadori Electa SpA, 2007 ISBN 978-88-370-4626-2

## Fordítás
Ez a szócikk részben vagy egészben  a   Ca' da Mosto című olasz Wikipédia-szócikk ezen változatának fordításán alapul.  Az eredeti cikk szerkesztőit annak laptörténete sorolja fel. Ez a jelzés csupán a megfogalmazás eredetét és a szerzői jogokat jelzi, nem szolgál a cikkben szereplő információk forrásmegjelöléseként.